# Mortuary
Mortuary (BR: Embalsamado/PT: Mortuário) é um filme de terror do subgênero slasher de 1983.

## Sinopse
Christie vem enfrentando pesadelos logo depois da morte de seu pai. Ela vê uma sinistra figura do “embalsamado”, que a procurava como sua próxima vítima. Na verdade, isso não era um sonho e sim realidade, pois o “embalsamado” existe e deseja Christie como sua noiva.

## Elenco
| Ator / Atriz        | Personagem      |
| ------------------- | --------------- |
| Mary Beth McDonough | Christie Parson |
| David Wallace       | Greg Stevens    |
| Bill Paxton         | Paul Andrews    |
| Christopher George  | Hank Andrews    |
| Lynda Day George    | Eve Parson      |
| Bill Conklin        | Xerife Duncan   |
| Curt Ayers          | Jim             |
| Donna Garrett       | Srª Andrews     |
| Danny Rogers        | Dr. Parson      |
| Greg Kaye           | Mark            |
| Denis Mandel        | Josh            |